# Jacques de Grenier

Wappen der Familie Grenier de Taudias

Jacques Raymond de Grenier de Taudias, auch Grenier du Giron, Giron-Grenier, Chevalier Grenier oder Chevalier de Grenier, später Vicomte de Grenier genannt, (* 28. Juni 1736 in Saint-Pierre, Martinique; † 2. Januar 1803 in Paris, Frankreich) war ein französischer Marineoffizier, Hydrograph und Entdecker.
Er wurde für die Entdeckung und Erforschung eines neuen Seewegs zwischen der Île de France (heute Mauritius) und Indien bekannt und war ab 1769 stellvertretendes Mitglied der Académie royale de Marine.
Vor seinen Entdeckungsreisen kämpfte Jacques de Grenier auf See in verschiedenen Einsätzen im Siebenjährigen Krieg, bei der Expedition gegen das Königreich der Chérifien vor Salé und im Amerikanischen Unabhängigkeitskrieg.

## Biographie

### Frühe Jahre
Grenier wurde als Sohn von Angélique Gabrielle, Tochter von Alexandre de Burin, und Raymond de Grenier geboren. Sein Vater war Kavallerieoffizier im Régiment de Berry, das in Neufrankreich eingesetzt war. Wegen seiner Dienste im dortigen Feldzug war der Vater zum Fregattenleutnant ad honores ernannt.
Greniers Geburtsort war Martinique, dass zu dieser Zeit bereits unter französischer Herrschaft stand. Kurz nach seinem 10. Geburtstag wurde er zur Ausbildung nach Frankreich geschickt. Am 12. Dezember 1755 trat er als Gardemarin (Offiziersanwärter) in eine Kompanie in Rochefort in die französische Marine ein. Vor dem Siebenjährigen Krieg diente er zunächst bei Küstenbatterien und wurde dann auf die Hardi kommandiert, einem Schiff mit 64 Kanonen. Am 12. Dezember 1755 wurde er zum Sous-Brigadier ernannt. Unter anderem nahm er an einer Einsatzfahrt nach Martinique teil, um Maximin de Bompar, den ehemaligen Generalgouverneur von den Französische Antillen zurück nach Frankreich zurückzubringen.
Am 20. November 1759 nahm er an Bord der Dragon an der Seeschlacht in der Bucht von Quiberon teil, in der Vice-amiral ès me du Ponant Hubert de Brienne gegen die britische Flotte von Admiral Edward Hawke kämpfte. Die Dragon war allerdings kaum an den Kämpfen beteiligt und flüchtete nach der Niederlage in die Mündung des Flusses Vilaine. Am 25. April 1760 wurde Grenier der Hebé, einer Fregatte mit 36 Kanonen, zugeteilt und am 20. März 1761 während eines Feldzugs in der Karibik gegen die britische Flotte zum Brigadier befördert. Am 15. Januar 1762 erfolgte die Beförderung zum Fähnrich und er übernahm das Kommando über ein Küstenwachschiff, die Korvette Téméraire. Mit diesem Schiff kämpfte er siegreich gegen eine britische Fregatte mit 30 Kanonen.
Am 8. Januar 1763 verließ Grenier zunächst den Marinedienst und übernahm eine Batterie in der Artilleriebrigade von Morogues in Brest als Kommandeur. Er erhielt hierfür den Rang eines Oberleutnants der Landarmee, der dem des Fähnrichs in der Marine entsprach. Vom 29. März bis 13. August 1765 diente er dann in der Division des Geschwaderchefs Louis Charles du Chaffault de Besné an Bord der 14-Kanonen-Fregatte La Biche und nahm vom 2. bis 11. Juni an der Beschießung des marokkanischen Hafens Salé teil. Anschließend eskortierte sein Schiff einen schwedischen Blockadebrecher nach Brest, der am 24. Juni 1765 mit Munition für den Verkauf an den Sultan von Marokko gekapert worden war. Ab dem 1. Januar 1767 nahm Grenier seinen Dienst an Land in der Artilleriebrigade von Saint-Julien in Brest wieder auf.

### Reise in den Indischen Ozean (November 1767 bis Juni 1770)
Ende 1767 wurde Grenier vom König und dem Marineminister beauftragt, eine neue Route im Indischen Ozean zu erkunden, um Pondicherry von der Île de France aus schneller erreichen zu können. Er verließ dazu Lorient am 29. November 1767 an Bord der L’heure du Berger und kam am 27. Juli 17687 in Port Louis auf der Île de France an. Die Jahreszeit war zu diesem Zeitpunkt zu weit fortgeschritten, um nach Indien aufzubrechen, und Grenier wurde vom Gouverneur der Insel zunächst nach Madagaskar geschickt.

#### Erkundung der Ostküste von Madagaskar (August 1768 bis Januar 1769)

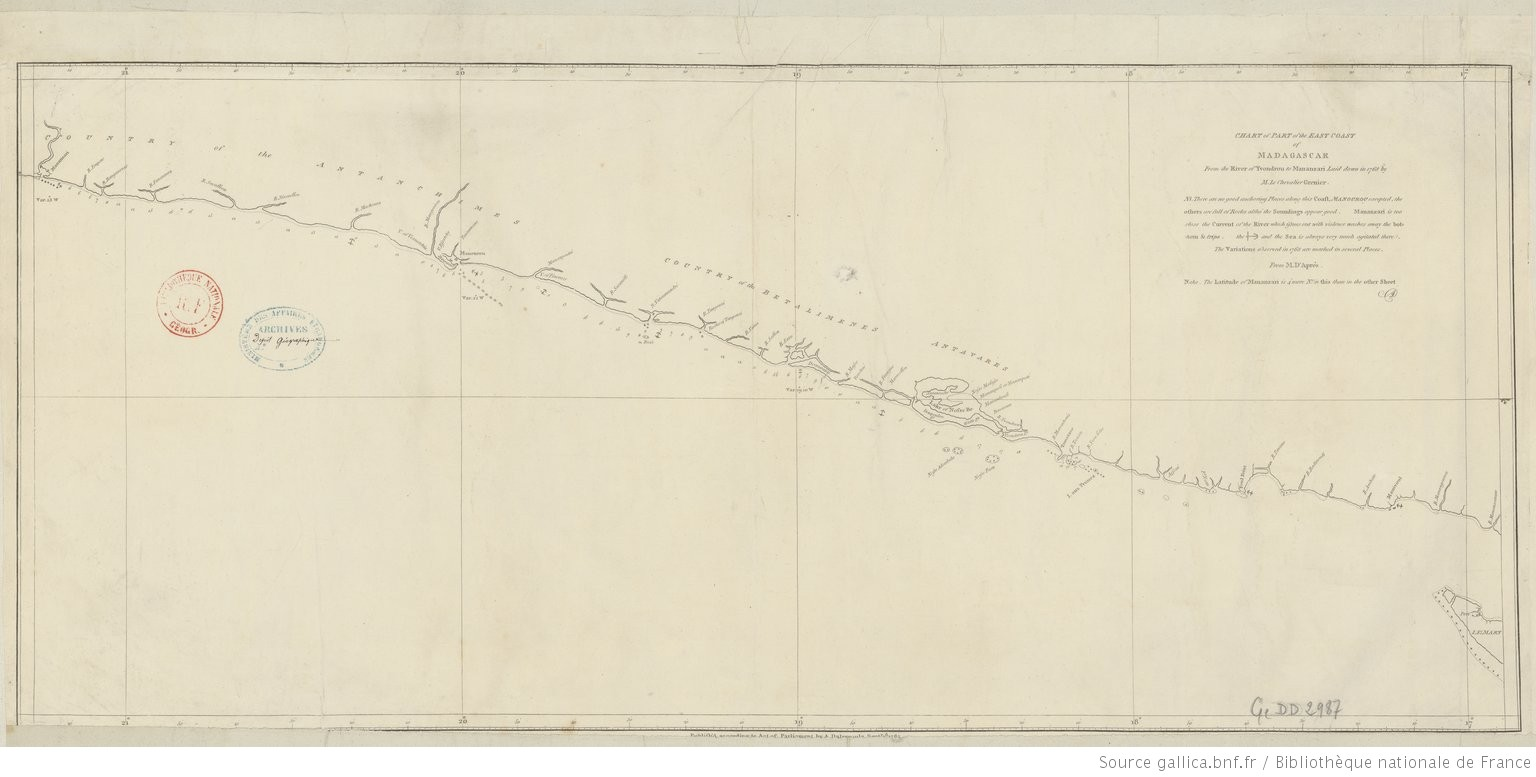
Karte der von Chevalier Grenier erkundeten Ostküste Madagaskars.

Grenier verließ mit der L’heure du Berger Port Louis am 12. August 1768 in Richtung Foulepointe, dem heutigen Mahavelona, im Osten der Insel. Anschließend fuhr er die Ostküste in südlicher Richtung entlang und kartographierte sie bis zum Fluss Mananjary.
Ursprünglich sollte die Expedition bis nach Fort Dauphin (heute: Tolagnaro) gehen, aufgrund fehlender Vorräte war dieses Vorhaben jedoch nicht durchführbar. Grenier erkundete dennoch zahlreiche Ankerplätze und die Mündungen einiger Flüsse ein, die die Küste säumten. Er bemühte sich auch, günstige Orte für die Einrichtung eines Handelspostens ausfindig zu machen und nahm dafür sogar einen Stammesführer aus der Nähe von Mahanoro bis zur Île de France mit. Am 26. August war er in Foulepointe, am 30. September am Lac Nossibé, am 12. Oktober in Tamatave, am 7. November ankerte er in Manourou und am 23. in Mananzary, bevor er am 13. Dezember in Richtung Réunion segelte, wo er am 23. ankam und am 11. Januar 1769 Port Louis erreichte. Nach seiner Rückkehr verfasste er ein „Projet d’établissement à Madagascar“.

#### Entdeckung und Erforschung einer neuen Route zwischen der Île de France und Indien (Mai bis Oktober 1769)
Nachdem er auf der Île de France überwintert hatte, konnte er sich im nächsten Frühjahr seinem ursprünglichen Projekt, der Erkundung einer neuen Route nach Indien, widmen. Am 30. Mai 1769 brach er mit der Vert Galant zu den Saint-Brandon-Inseln auf, wo er am 2. Juni ankam. Er passierte die sog. Fünfte Nazareth-Bank, am 5. Juni die Saya de Malha-Bank und segelte weiter nach Norden, bevor er sich nach Westen wandte und die Seychellen erreichte, wo er am 14. Juni in Mahé ankerte. Er segelte nach Praslin, verbrachte dort die Nacht auf den 14. Juli, legte am 15. Juli ab, durchquerte die Malediven, ankerte am 29. Juli an der Küste von Malabar und erreichte am 6. August Pondicherry. Am 9. September kam er nach Sumatra, war am 24. September in Sichtweite von Diego Garcia und kehrte am 6. Oktober nach Port Louis zurück.

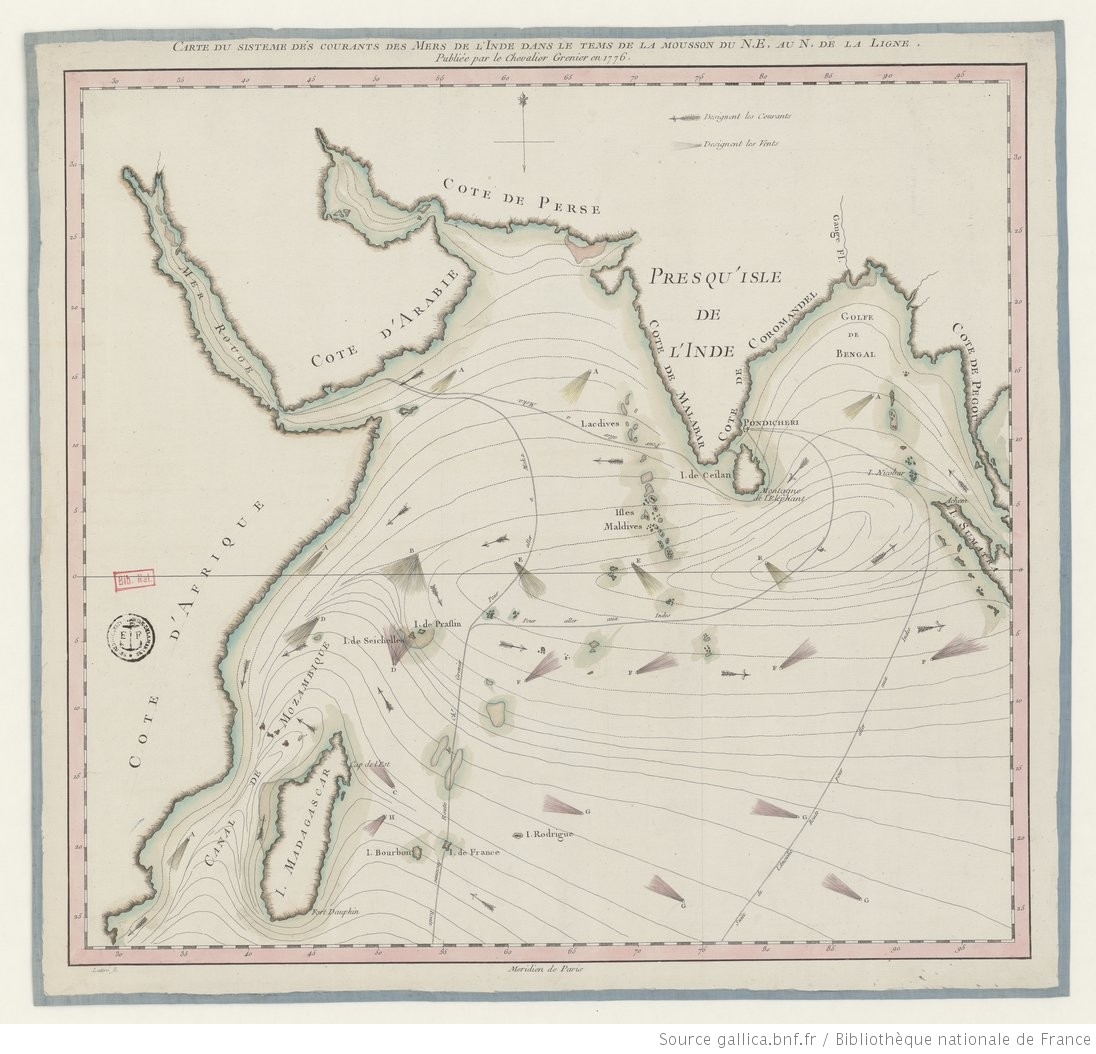
Karte der neuen Route im Indischen Ozean, die Chevalier Grenier erkundet hatte.

Somit entdeckte Grenier eine neue Route nach Indien, die viel kürzer war als die vorherige, da man von der Île de France aus in einem Monat nach Indien gelangen konnte und nicht mehr wie zuvor in drei Monaten. Die alte Route machte einen großen Umweg nach Süden, bevor sie sich nach Nordwesten wandte. Grenier erkundete und bestätigte, dass es eine viel direktere und schnellere Route gab.8 Die Route wurde in der Folgezeit häufig genutzt, so etwa 1781 von dem Geschwader von Suffren. Im Anschluss an seine Expedition kartographierte Grenier als Erster außerdem die Seychellen9. Die Veröffentlichung der Route führte zu einer Polemik zwischen Grenier und Alexis-Marie de Rochon, aber die Académie de Marine stellte sich schließlich hinter Grenier, und spätere Erkundungen durch Kerguelen bestätigten Greniers Ergebnisse. Am 1. Januar 1770 wurde er aufgrund seines Dienstes an Land in der Artilleriebrigade zum Bombardierleutnant ernannt.

### Zweite Reise (Januar 1772 bis November 1776)
Am 15. Juni 1770 kehrte er nach Frankreich zurück und brach 1772 an Bord der La Belle Poule erneut zur Île de France auf. An dieser zweiten Expedition nahmen auch Jean-François de La Pérouse und Yves Le Coat de Saint-Haouen teil. Er brachte Charles-Henri-Louis d’Arsac de Ternay, der gerade zum Gouverneur der Îles de l’Océan Indien (deutsch: Inseln im Indischen Ozean) ernannt worden war, von Frankreich aus dorthin. Während dieser Expedition wurde er am 24. März 1772 in den Rang eines Leutnants der Marine erhoben.

#### Dritte Expedition im Indischen Ozean (Oktober 1772)
Greinier verließ Port Louis im Oktober 1772 mit der La Belle Poule und wandte sich erneut nach Norden, vorbei an der zweiten Nazarethbank, westlich der Insel Île Gratia und segelte dann zu den Seychellen, wo er in Mahé ankam. Anschließend segelte sie nach Praslin und setzte die Segel für die Sawabi-Inseln (auch Sieben Brüder genannt) vor der Küste des heutigen Dschibuti. Der Rückweg von dort erfolgte über Pondicherry nach Port Louis.

#### Vierte Expedition (Juli 1773 bis April 1774)

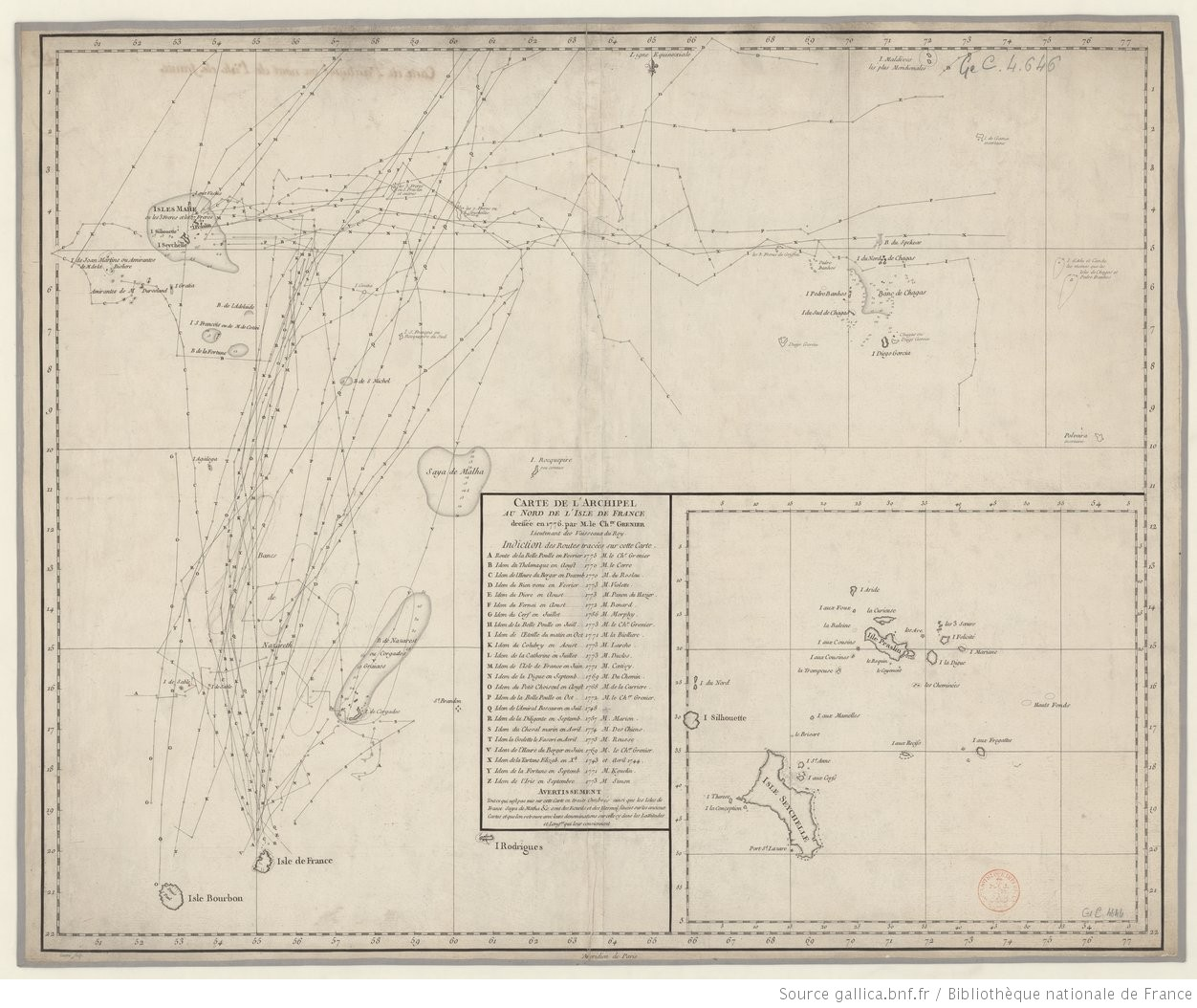
Karte der aufeinanderfolgenden Erkundungen des Indischen Ozeans in der zweiten Hälfte des 18. Jahrhunderts.

Im Juli 1773 brach Grenier erneut auf und fuhr diesmal östlich der zweiten Nazarethbank, östlich von Gratia und Praslin vorbei, bevor er Pondicherry und dann Manila erreichte. Am 15. April 1774 kehrte er auf die Île de France zurück.

#### Fünfte Expedition (Februar 1775)
Im Februar 1775 besuchte Grenier auf seiner letzten Erkundungsreise im Indischen Ozean erneut die Cargados-Carajos Inseln, fuhr südlich der vierten und dritten Nazarethbank und vor der zweiten vorbei, legte bei der Île de Sable und dann bei Madagaskar an. Danach ging er wieder nach Norden und erreichte die Amiranten von Westen her, wo er ankerte, bevor er nach Mahé, Praslin und Pondicherry weiterfuhr. Am 30. November 1776 kehrte er nach Frankreich zurück.
Grenier wurde am 7. September 1776 zum Ritter des Ordre royal et militaire de Saint-Louis ernannt.

### Amerikanischer Unabhängigkeitskrieg (1778–1782)
Als Frankreich 1778 in den Konflikt zwischen dem Königreich Großbritannien und ihren amerikanischen Kolonien eingriff, war Grenier als Offizier auf dem 64-Kanonen-Linienschiff Sphinx und nahm als Teil der Nachhut an der Schlacht von Ouessant teil. Anschließend übernahm er das Kommando über die Boudeuse, die dem Geschwader von Charles Henri d’Estaing in der Karibik angegliedert war, und eroberte am 22. Januar 1779 die britische Korvette Weazle. Am 13. März 1779 wurde er zum Oberstleutnant der Artillerie ernannt, zeichnete sich bei der Einnahme von Grenada aus und nahm an der Expedition von Savannah im September 1779 teil. Anschließend übernahm er 1780 die Aufgabe, Konvois auf den Antillen zu begleiten. Am 9. Mai 1781 wurde er zum Kapitän zur See befördert und diente auf der Bretagne, bevor er in der Organisation des Nachschubs für Guichens Geschwader.
Grenier schied 1789 aus der Marine aus. Er war Freimaurer und Mitglied der Loge Saint-Jean d’Écosse du Contrat social.

## Werke (Auswahl)
- Mémoires de la campagne des découvertes du chevalier Grenier dans les mers de l’Inde, où il propose une Route qui abrege de huit cens lieues la traversée de l’Isle de France à la Côte de Coromandel et en Chine. Imprimerie R. Malassis. Brest. 1772.[3]
- L’art de la guerre sur mer, ou Tactique navale, Assujettie à de nouveaux principes et à un nouvel ordre de bataille, par M. le Vicomte de Grenier, Chef de division des armées navales. Imprimerie de Didot l’aîné. Paris. 1787.